# Mydas interruptus
Mydas interruptus is een vliegensoort uit de familie Mydidae. De wetenschappelijke naam van de soort is voor het eerst geldig gepubliceerd in 1830 door Wiedemann.
De soort komt voor in Mexico.